# Ielena Petuixkova
Ielena Vladimirovna Petuixhkova (en rus: Елена Владимировна Петушкова) (17 de novembre de 1940 - 9 de gener de 2007, Moscou) fou una amazona russa i anteriorment soviética de doma clàssica, guanyadora de tres medalles (una d'or i dues de plata) als Jocs Olímpics, en la disciplina de doma.

## Carrera
Petushkova va fer-se membre de l'equip nacional soviètic l'any 1964 i competí en ell fins al 1987. Als Jocs Olímpics d'Estiu de 1968 realitzats a Ciutat de Mèxic (Mèxic) guanyà la seva primera medalla de plata, quedant en la segona posició en doma per equips juntament amb Ivan Kalita i Ivan Kizimov. En els Jocs Olímpics d'Estiu de 1972 realitzats a Múnic (Alemanya Occidental), repetint l'equip, guanyà la medalla d'or, i ella mateixa en doma individual la seva tercera medalla i segona de plata, quedant darrere de la genet alemany Liselott Linsenhoff. Després de la seva carrera fou nomenada vicepresidenta del Comitè Olímpic de la Unió Soviètica entre 1983 i 1991. Posteriorment, amb la caiguda de l'URSS passà a ser presidenta de la Federació Russa d'Hípica de 1996 fins al 1999.
Deixant de banda la seva carrera com a esportista, també destacà com a important científica. Després de graduar-se a l'escola secundària el 1957 amb la medalla d'or ingressà al departament de biologia de la Universitat Estatal de Moscou, aconseguint la càtedra de bioquímica. Fou membre del Comitè Soviètic per la Pau, A més de presidenta de la comissió internacional Món, Naturalesa y Política.
Petushkova va rebre pels seus mèrits l'Orde de la Bandera Roja del Treball el 1970, l'Orde de la Insígnia d'Honor el 1972 i l'Orde de l'Amistat dels Pobles el 1980. Estigué casada amb l'atleta i medallista olímpic Valery Brumel.
Morí el 9 de gener del 2007 a l'edat de 66 anys, després d'una llarga malaltia.